# Štěpení (psychologie)
Štěpení (z angl. Splitting, také nazývané černobílé myšlení nebo extrémní myšlení typu „všechno nebo nic“) je označení pro obranný mechanismus nižšího řádu, popsaný Melanií Kleinovou při práci s dětskými pacienty a při práci s pacienty postiženými preoidipskou patologií (tím se myslí patologie, jejíž kořeny tkví ve fázích předcházejících fázi oidipské, tedy v období, kdy se vývoj odehrává v dyádě mezi dítětem a primární pečující postavou, nejlépe matkou. Konflikt je lokalizován mezi Self a objekt, obrany proti úzkosti jsou zaměřeny interpersonálně a úzkost má charakter úzkosti anihilační, separační ze ztráty objektu případně ze ztráty lásky objektu).
| „                    | Třetina obyvatel této země (Česka) je slabá duchem. Každý sedmý občan je debilní nebo dementní nebo alkoholik. Zhruba polovina obyvatel této země má podprůměrný intelekt. Těmto lidem, a je to polovina národa, uniká mnohotvárnost a mnohoznačnost světa, a co z tohoto světa v jejich očích zbývá, lze rozdělit na celkem jednoduché, většinou protipólné elementy. Někdy se tomu říká černobílé myšlení. | “ |
| — Cyril Höschl, 1991 | |   |

## Psychoanalýza
Melanie Kleinová předpokládala, že se její pacienti nacházejí v paranoidně schizoidní pozici (ponořují se do ní nebo se z ní vynořují). Takovou pozici charakterizuje:
(1) ostré odlišení mezi dobrou a špatnou zkušeností, které je prvotní: existují dobré zážitky spojené s dobrou matkou (v kleiniánské terminologii s dobrým prsem, uspokojení poskytuje mateřský prs prostřednictvím kojení a sání) a existují špatné stavy spojen s hrůzou, když není přítomen dobrý prs (podle kleiniánů je přítomen zlý prs), kdy je dítě zavaleno hrůzou ze svých útrobních pocitů, kupř. hladu, zimy, strachu – štěpení znamená vedení hranice ve zkušenosti na pomezí dobrých a špatných zážitků, primární hranice je mezi strastí a slastí
(2) hranice mezi Self a non Self (objektem), uvědomění si vlastního Self je neostré, je-li nějaké. 
Poznámka: různí autoři se liší podle vymezení skutečnosti,
1) existuje-li primárně Self, nebo
2) vynořuje-li se Self postupně s rozvojem (implicitní) paměti, majíc určité primordium, nebo
3) vytváří-li se na základě interakce mezi nediferencovanou matrix a okolním světem a především tedy mateřským imagem.)
Rozhodně jsou tyto hranice propustné a internalizační a externalizační děje jsou snadno možné.
Proto je nejprve nemožné uvažovat o tom, kde je zdroj ohrožujících stavů spojených s hrůzou, hrůza je všudypřítomná.
Teprve později dojde k ustavení určité povědomosti o hranici mezi Self a non Self, resp. objektem – zdroj špatných stavů spojených se zavalením hrůzkou (anihilační úzkost) je promítnut (externalizován, projikován) do představy špatného prsu (paranoidní úzkost, schizoidní, resp. paranoidně schizoidní pozice). (Dobrý prs se díky externalizaci špatných aspektů Self promění ve špatný.)
Slovem schizoidní se označuje právě důsledek štěpení zkušenosti na dobrou, gratifikující (uspokojující, nasycující a uklidňující, tišící etc.) a špatnou (hrůznou, ohrožující, ničivou), slovem paranoidní se označuje důsledek primitivní projekce (externalizace) zdroje špatné zkušenosti do představy špatného prsu.
Navíc se objevuje další zdroj ohrožujících destruktivních prožitků uvnitř Self, jedním je zlost na dobrý prs, totiž zlost plynoucí ze skutečnosti, že neposkytuje a ponechává v nouzi, a závist, totiž, že by poskytovat mohl, rychleji a lépe, ale neposkytuje a nechává si (mléko) pro sebe. I s touto destrukcí naloží kojenec projektivně, externalizuje ji a posílí tím ohrožení ze strany špatného prsu (zlé matky).
Hranice mezi Self a non Self (objektem) je pro toto vývojové období a pro výklad pojmu štěpení (splitting) nepodstatná, proto je v tomto kontextu nepodstatné, na jaké úrovni hranici mezi Self a non Self (objektem) uvažujeme, spíše vycházíme z toho, že se postupně diferencuje.
Postupně se ale zkušenost organizuje podle hranice Self a objekt a kojenec se přesunuje z paranoidně schizoidní pozice do pozice depresivní.
Štěpení (splitting) tedy označuje děj, který je jednak charakteristický pro časnou vývojovou fázi (paranoidně schizoidní pozici), jednak pro stavy, které jsou spojeny s fixací na této vývojové fází nebo s regresí na tuto vývojovou úroveň.
Charakteristickou je převaha organizace zkušenosti podle hranice dobré/špatné resp. gratifikující/frustrující a ještě spíše uklidňující a naplňující blahem/ohrožující a naplňující děsem s nepevnou nebo až nepřítomnou hranicí Já a Ty (Self – non Self, případně Self a objekt).
Klinicky se to projeví kupř. rychlým střídáním lásky a nenávisti, vztah je popisován jako skvělý a vzápětí je před koncem, obraz druhého a vztahu k němu osciluje mezi andělem a ďáblem, vztahovým peklem a nebem na zemi.
Jedná se tedy o fenomen vývojový a fenomen z řádu obranných mechanismů nižšího stupně.
Vedle patologie (psychotická onemocnění) se uplatňuje i v běžném životě, sám o sobě není patologický.
(Kupř. sledování hororů lze považovat za slast spojenou s překonáváním paranoidně schizoidní pozice, ostatně i pohádky se vyznačují mj. bojem Dobra se Zlem.)